# والتر ليمان (لاعب جمباز فني)
والتر ليمان هو لاعب جمباز فني سويسري، ولد في 13 نوفمبر 1919، وتوفي في 23 سبتمبر 2017.

## وصلات خارجية
- والتر ليمان على موقع أوليمبيديا (الإنجليزية)